# Heliosia aurantia
Heliosia aurantia är en fjärilsart som beskrevs av Rothschild 1912. Heliosia aurantia ingår i släktet Heliosia och familjen björnspinnare. Inga underarter finns listade i Catalogue of Life.